# Ruelle-sur-Touvre
Ruelle-sur-Touvre ist eine Gemeinde mit 7396 Einwohnern (Stand 1. Januar 2022) im westfranzösischen Département Charente in der Region Nouvelle-Aquitaine.

## Lage
Ruelle-sur-Touvre liegt im Großraum von Angoulême in der alten Kulturlandschaft des Angoumois etwa sieben Kilometer (Fahrtstrecke) nordöstlich der Stadt auf dem südlichen Ufer der Touvre in einer Höhe von etwa 45 Metern ü. d. M.

## Bevölkerungsentwicklung
| Jahr      | 1962 | 1968 | 1975 | 1982 | 1990 | 1999 | 2006 | 2015 |
| Einwohner | 5855 | 6507 | 8152 | 7769 | 7203 | 7220 | 7405 | 7227 |

Im 19. Jahrhundert stieg die Bevölkerungszahl kontinuierlich von etwa 1000 auf über 4000 an. Aufgrund der Nähe zur Stadt Angoulême und vergleichsweise günstiger Immobilienpreise ist die Bevölkerung der Gemeinde seitdem auf über 7000 Einwohner angewachsen.

## Wirtschaft
Der Ort und seine Umgebung waren jahrhundertelang landwirtschaftlich geprägt. In der frühen Neuzeit entstanden am Ufer der Touvre mehrere Papiermühlen. Wichtigster Arbeitgeber am Ort ist jedoch eine bereits im Jahr 1753 vom Marquis Marc-René de Montalembert gegründete Gießerei (fonderie), die sich auf die Herstellung von Schiffskanonen spezialisierte.

## Geschichte
In einem Dokument des Jahres 1080 hießen der Ort und die zu einem Cluniazenser-Priorat gehörende Kirche Saint-Médard de Rodella; im Jahr 1296 findet man Roella. Eine Blütezeit erlebte der Ort durch die Ansiedlung mehrerer Papiermühlen seit dem 17. Jahrhundert, von denen einige bis ins 20. Jahrhundert hinein produzierten.
In Ruelle-sur-Touvre befand sich das Camp La Combe aux Loups in dem zusammen mit dem im benachbarten Angoulême gelegenen Camp d’internement Les Alliers etwa 1000 spanische Bürgerkriegsflüchtlinge interniert waren, die, mit Ausnahme der Frauen und Kinder, am 20. August 1940 von Angoulême aus in das Konzentrationslager Mauthausen deportiert wurden.

## Sehenswürdigkeiten

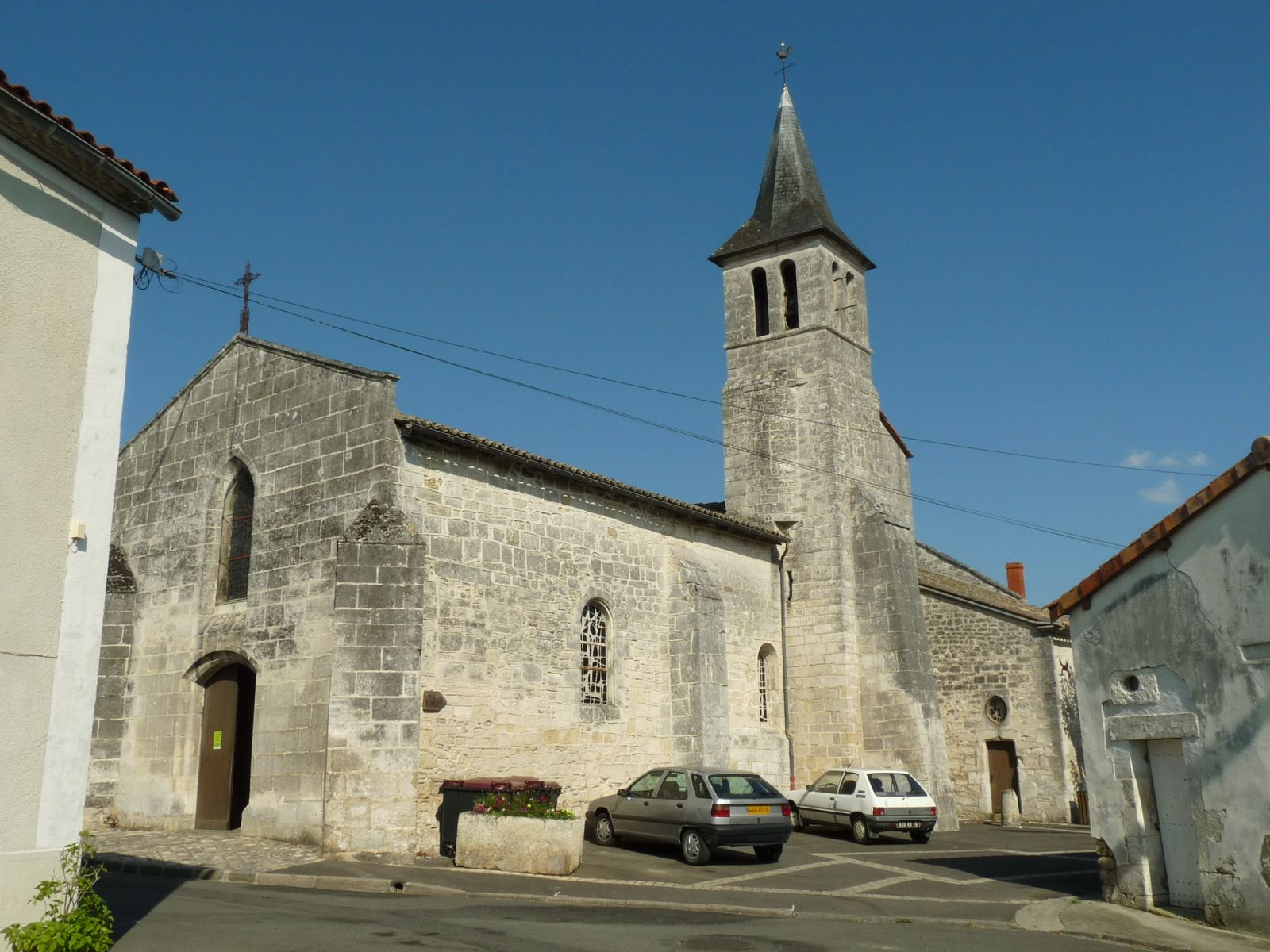
Kirche Saint-Médard

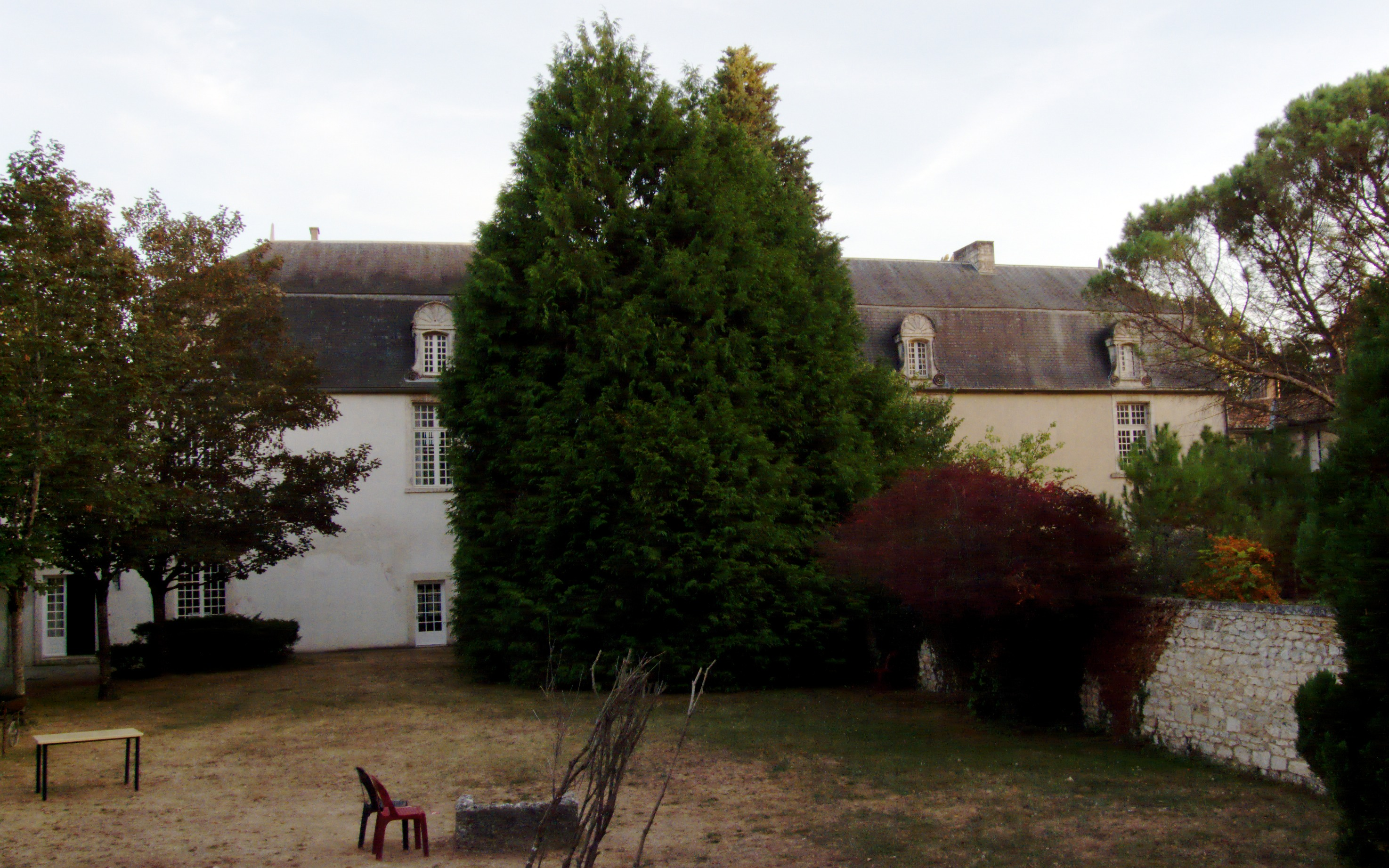
Logis de Fissac

- Die schlichte Pfarrkirche Saint-Médard stammt aus dem 13. Jahrhundert; sie gehörte zu einem Priorat der Abtei von Cluny, welches jedoch bereits im ausgehenden Mittelalter aufgelöst wurde. Während das Langhaus noch Bruchsteinmauerwerk zeigt, ist die im 16. Jahrhundert erneuerte, in den Ecken massiv verstrebte und mit einem Korbbogenportal ausgestattete Fassade aus exakt behauenen Kalksteinen errichtet; gleiches gilt für den schlanken Glockenturm auf der Südseite.
- Der auf einem abgetreppten Sockel stehende und mit einem Kuppelaufsatz versehene Renaissance-Brunnen (Fontaine François I.) erinnert an einen Besuch des Königs in dem Ort. Er ist schon seit langem stillgelegt, wurde jedoch im Jahr 1925 als Monument historique[2] anerkannt.
- Das Logis de Fissac aus dem 17. Jahrhundert befindet sich etwa einen Kilometer westlich der Stadt im gleichnamigen Ortsteil. Es ist ein zweigeschossiger Bau mit einem mit Lukarnenfenstern versehenen Dachgeschoss. Garten- und Hofseite sind durch eine Mauer voneinander getrennt. Das Bauwerk wurde im Jahr 1969 als Monument historique[3] anerkannt.
- Das Logis de Villement steht am Ufer der Touvre und ist ebenfalls sehenswert.

## Partnergemeinden
- Amstetten, Niederösterreich (seit 1992)
- Albaida, Valencia, Spanien
- Banbridge, Nordirland
- Roudnice nad Labem, Tschechien

## Persönlichkeiten
- André Chevrillon (1864–1957), Anglist, Reiseschriftsteller und Mitglied der Académie française